# 五指山猪
五指山猪又称老鼠猪，是分布于中国海南省五指山地区的小型家猪品种之一。

## 起源
五指山猪原产于海南岛中部，多分布在海南岛交通不遍，比较偏远的山区乡村地区，属于国家濒危畜种。

## 体貌特征
成年公猪体型较小，嘴尖、鼻筒微弯。体质细致紧凑，头小而长，耳小而立。胸部狭窄，腰背平直。臀部不发达，四肢细长。全身披毛为黑色，腹部和四肢为白色，鬃毛为黑色或棕色，体长10-20  cm。
成年母猪体长50-70cm，体高35-45cm,围胸65-85cm,体重约40kg。

## 生产性能
五指山猪体型很小，生长周期也较长，但具有抗逆性好，瘦肉率高，肉质好等优点。